# 티보가의 사람들

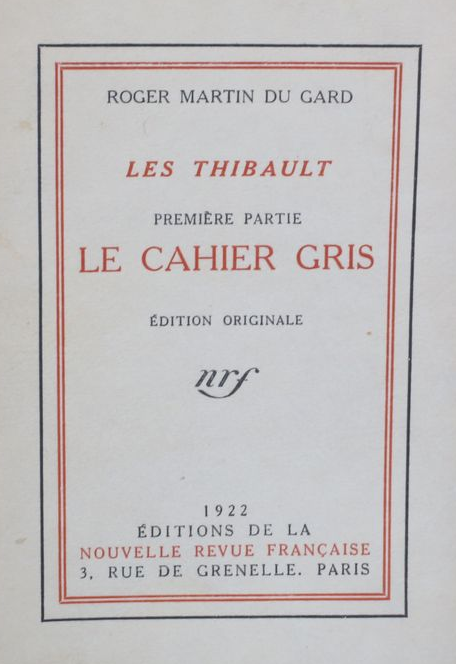

《티보가의 사람들》(프랑스어: Les Thibault, 영어: The Thibaults)은 대하소설의 대표적 걸작이다. 마르탱 뒤 가르 작품이다. 1922년부터 1940년까지 출간되었다.
제1부 <회색 노트>(1922), 제2부 <소년원>(1922), 제3부 <아름다운 계절>2권(1923), 제4부 <진찰(診察)>(1928), 제5부 <라 소렐리나>(1928), 제6부 <아버지의 죽음>(1929), 제7부 <1914년 여름> 3권(1937 노벨문학상 수상), 제8부 <에필로그>(1940)로 되어 있다.
카톨릭의 티보가와 프로테스탄트의 퐁타낭가를 대조하여 양가 아이들의 운명을 더듬으면서 금세기 초엽의 사회를 묘사한 소설이다. 제6부까지는 주로 양가 가풍의 대립, 부자(父子)의 충돌, 자식들의 연애와 번민을 통한 시대 전체의 도덕적 문제를 다루었고 양가가 대표하는 묵은 시민사회가 내부에서 무너지는 모양을 보여준다. 제7부부터는 제1차 세계대전에 이르른 당시의 정치적·사회적 위기를 부각하여 대전에 의하여 외부에서 무너져가는 사회와 개인의 모습을 묘사하고 있다.
19세기 이래의 전통을 계승한 사실주의의 걸작이다. 전편을 통하여 인생의 의의와 가치의 문제를 추구했으며 특히 젊은 세대(앙투아느와 자크)가 기성의 도덕에 의지하지 않고, 동란의 시대를 성실하게 살아나가는 자태는 깊은 감동과 공감을 안겨준다. 소설기법상 새로운 것은 없으나 개인과 사회의 관련을 통하여 어떻게 살아야 하는가라는 문제를 생각하고 있는 점은 말로나 카뮈에도 통하는 현대적 의의를 가지고 있다.